# فلوئورید مس (II)
فلوئورید مس (II) (به انگلیسی: Copper(II) fluoride) با فرمول شیمیایی مسفلوئور۲ یک ترکیب شیمیایی است. که جرم مولی آن 101.543 g/mol (anhydrous) 137.573 g/mol (dihydrate) می‌باشد. شکل ظاهری این ترکیب، پودر بلورین سفیدWhen hydrated: Blue است.